# Vaper’s Style
A Vaper's Style az első havonta megjelenő, magyar nyelvű elektromos cigarettás magazin. Elektromoscigaretta-használók készítik és írják a cikkeket. A magazinban fizetett hirdetés, reklám nem található meg, ingyenesen érhető el a weboldalukról PDF formátumban, illetve letölthető a Google Play áruházból, és a Google Könyvekben is megtalálható.

## A rovatok
- Hírek – ez a rovat az újdonságokról hivatott beszámolni.
- Tesztek – készülék- és kazán/patrontesztek.
- Veritatem scientiae (A tudomány igazsága) – tudományos leírások, kutatási eredmények beszámolója, fordítása.
- Videók, tippek, trükkök – videolinkek, hasznos tippek az elektromoscigaretta-használóknak.
- Liquid
- Csájn íz – kínai/olcsó eszközökről számol be, haszon kiegészítőktől egészen a jól működő készülékekig minden megtalálható itt.